# CySE General
Le CySE General est le principal indice boursier de la bourse de Chypre, et se compose des 22 principales capitalisations boursières du pays.

## Composition
Au 10 août 2011, l'indice  se composait des titres suivants:
| Symbole | Société                             | Poids indiciel | Secteur                       |
| ------- | ----------------------------------- | -------------- | ----------------------------- |
| TSH CY  | A Tsokkos Hotels                    | 0.66 %         | Consommation cyclique         |
| ZRP CY  | A Zorpas & Sons                     | 0.8 %          | Consommation non cyclique     |
| APE CY  | Andreou & Paraskevaides Enterprises | 1.27 %         | N/A                           |
| BOCY CY | Bank of Cyprus                      | 51.2 %         | Finance                       |
| CAIR CY | Cyprus Airways                      | 0.85 %         | Industrie                     |
| ERME CY | Ermes Department Stores             | 1.29 %         | Consommation cyclique         |
| GAP CY  | GAP Vassilopoulos                   | 0.29 %         | Industrie                     |
| HB CY   | Hellenic Bank                       | 6.16 %         | Finance                       |
| ACD CY  | K Athienitis Contractors-Developers | 0.79 %         | Industrie                     |
| KAN CY  | Kanika Hotels                       | 0.31 %         | Consommation cyclique         |
| LIB CY  | Liberty Life Insurance              | 0.2 %          | Finance                       |
| LOG CY  | Logicom Ltd                         | 1 %            | Technologies de l'information |
| LHH CY  | Lordos Hotels Holdings              | 0.15 %         | Consommation cyclique         |
| LPL CY  | Lordos United Plastics              | 0.1 %          | Matériaux                     |
| LUI CY  | Louis Cruises                       | 1 %            | Consommation cyclique         |
| LI CY   | Marfin CLR                          | 0.87 %         | Finance                       |
| CPB CY  | Marfin Popular Bank                 | 28.82 %        | Finance                       |
| MIT CY  | Mitsides                            | 0.28 %         | Consommation non cyclique     |
| ORF CY  | Orphanides                          | 0.56 %         | Consommation non cyclique     |
| PHIL CY | Phil Andreou                        | 0.18 %         | Industrie                     |
| VCW CY  | Vassiliko Cement Works              | 1.56 %         | Matériaux                     |
| FWW CY  | Woolworth Cyprus Properties         | 1.64 %         | Consommation cyclique         |